# 小笠原陽一
小笠原 陽一（おがさわら よういち、1963年〈昭和38年〉7月6日 - ）は、日本の郵政・総務官僚。

## 来歴
東京都出身。1988年（昭和63年）、東京大学法学部を卒業し、同年4月、郵政省に入省。入省後、総務省大臣官房企画課課長補佐、情報通信政策局地上放送課デジタル放送推進官、同局放送政策課企画官、同局コンテンツ流通促進室長、同局情報通信作品振興課長、情報通信国際戦略局通信規格課長、情報流通行政局衛星・地域放送課長、同局情報流通振興課長、情報通信国際戦略局情報通信政策課長、総合通信基盤局総務課長、総務省大臣官房企画課長、国立国会図書館支部総務省図書館長、経済産業省大臣官房審議官（IT戦略担当）などを歴任。
2021年（令和3年）7月1日、関東総合通信局長に就任。
2022年（令和4年）6月28日、情報流通行政局長に就任。2024年（令和6年）7月5日、辞職。